# Sealab
Sealab war eine Serie von drei wissenschaftlichen Programmen der U.S. Marine in den Jahren 1964, 1965 und 1969, für die zwei Unterwasserlabors zum Einsatz kamen. Das Programm begann, nachdem die U.S. Marine 1963 auf die Vorschläge von George F. Bond aufmerksam wurde, die Stationen am Meeresboden vorsahen.

## Sealab I

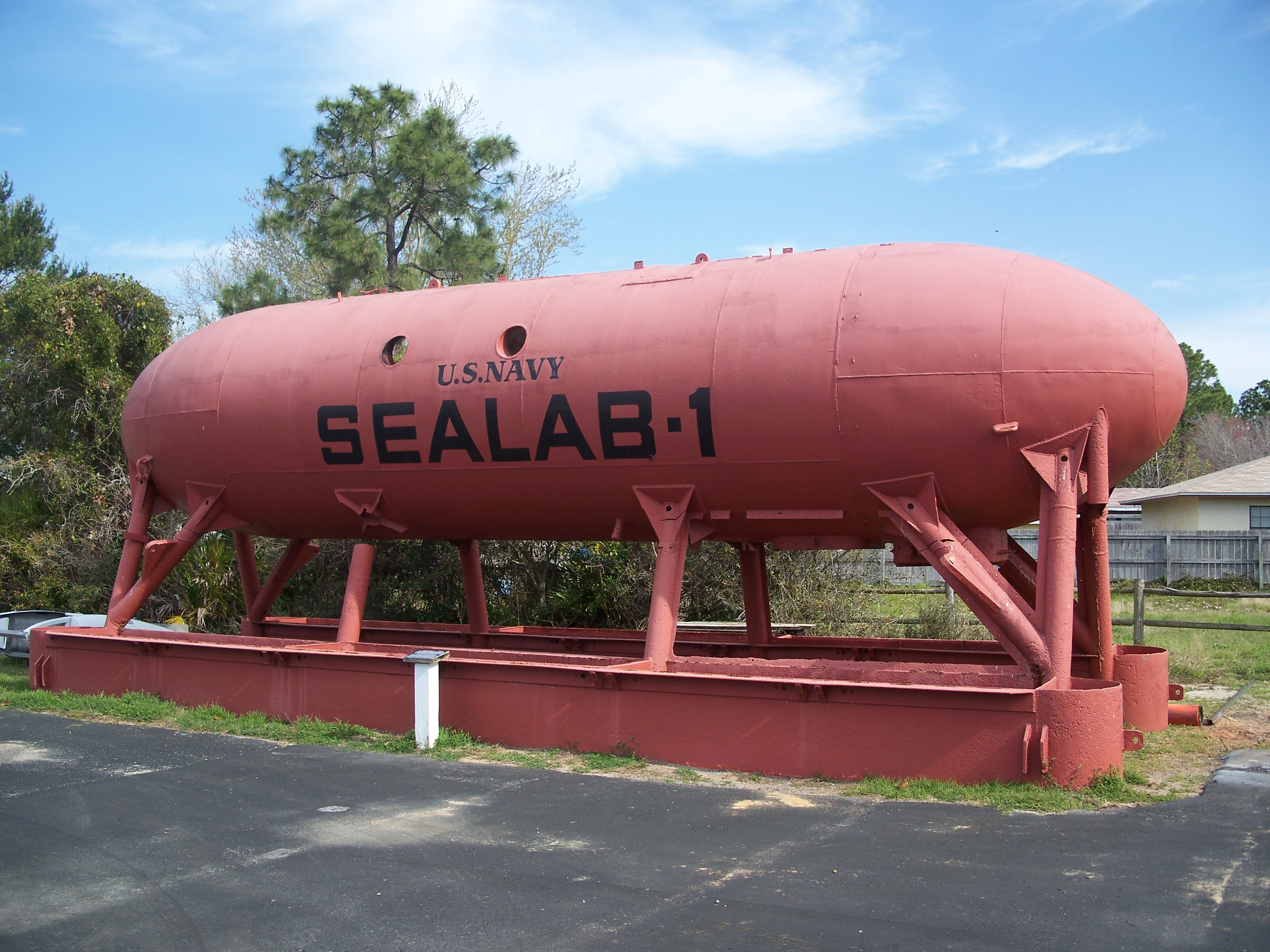
Sealab I im Man-in-the-Sea-Museum

Sealab I wurde Ende Juli 1964 von vier Personen für 11 Tage auf einer Tiefe von 58,80 m (193 Fuß) in einer Helium-Sauerstoff-Stickstoff-Atmosphäre unter Umgebungsdruck bewohnt.
Gebaut wurde Sealab I vom Minenräumungslabor der U.S Marine (U.S. Navy Mine Defense Laboratory) in Panama City, Florida.
Mit Sealab I sollten unter Bedingungen der offenen See die Probleme getestet werden, die während des Aufenthalts und der Durchführung von Arbeitsaufgaben unter erhöhtem Druck entstehen. Der dafür vorgesehene Zeitrahmen sollte mit dem von konventionellen Tauchern verglichen werden, einschließlich des Anlegens der Ausrüstung, Abstieg, Arbeit und Aufstieg mit Dekompressions-Pausen. Die Ergebnisse sollten die Resultate von Labor-Tests an Land bestätigen.

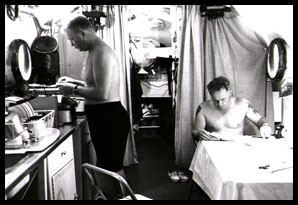
Innenansicht von Sealab I

Außerdem führte die U.S. Marine an, den Vorsprung durch die Forschungsergebnisse von Edwin A. Links Man-in-the-Sea-Programm und Jacques Cousteaus Conshelf-Experimente aufholen zu wollen. Dabei handelte es sich jedoch um eine „freundliche Konkurrenz“, während der sowohl technische als auch logistische Unterstützung untereinander ausgetauscht wurde, so dass Stellvertreter sowohl von Jacques Cousteau als auch von Edwin A. Link bei Sealab I anwesend waren.

### Kosten
Projekt Sealab I kostete 148.000 US$. Nach der Umrechnung per BIP-Deflator entspricht das einem Betrag von 886.000 US$ im Jahr 2015.

### Spezifikationen
Sealab I bestand aus dem Umbau zweier experimenteller Schwimmkörper zur Minenräumung. Aus Gründen der Symmetrie und Tarierung wurde die Spitze des einen Objekts mit der dem Hauptteil und der Spitze des anderen zu einem Zylinder zusammengefügt. Dieser hatte schließlich eine Länge von 12,19 m (40 Fuß) und einen Durchmesser von 2,74 m (9 Fuß), folglich also eine Nutzfläche von etwa 33 m². Die Stärke der Hülle variierte von 0,95 cm (3/8 Zoll) im oberen Teil der Spitze bis 1,91 cm (3/4 Zoll) in den unteren 120 Grad des Zylinders.
Der Innenbereich war in zwei Räume unterteilt: einem Wohnbereich, der unter einer Helium-Atmosphäre stand, und dem Arbeitsbereich unter ständigem Pressluftzufluss. Die beiden Räume waren durch ein gasdichtes Schott miteinander verbunden. Der Luftbereich sollte u. a. dazu dienen, die Kommunikation zur Oberfläche zu vereinfachen, weil so die Stimmenverzerrung durch das Helium vermieden werden konnte.
Für die Dekompression aus einer Tiefe von 61 m (200 Fuß) waren 30 Stunden vorgesehen. Die Temperatur im Habitat betrug 28,9 °C (84 °F), während die Luftfeuchtigkeit auf 72 % gehalten wurde.
Zur Kommunikation wurde ein Stimmentzerrer (englisch speech unscrambler) eingesetzt, um die Verzerrung in der Helium-Atmosphäre zu eliminieren.
Material-Transporte wurden über ein Aufzugsystem vorgenommen.

### Versorgungsschiff YFNB-12

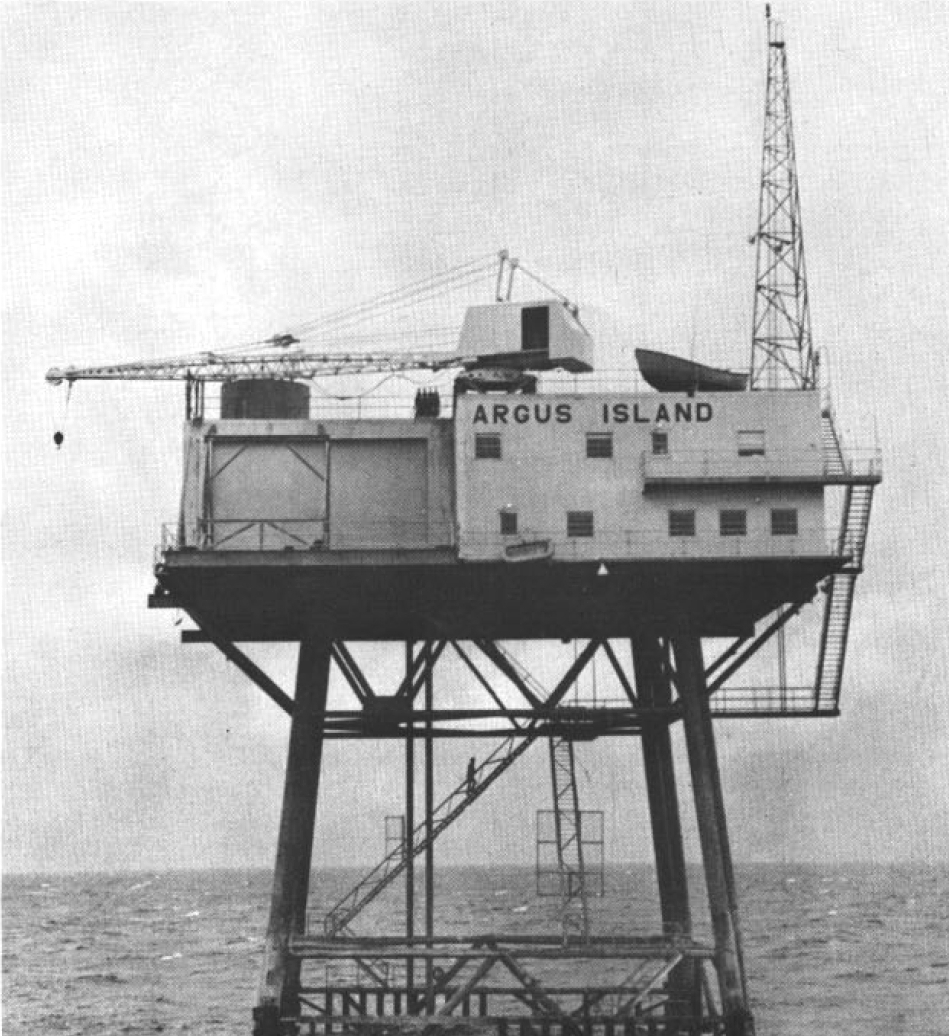
Plattform Argus Island, 1963

Als Versorgungsschiff diente der Leichter YFNB-12, der 1945 gebaut und mehrmals modifiziert worden war. Es war 82 m (268 Fuß) lang und beherbergte eine Deck-Dekompressionskammer, Kompressoren, einen Kontrollraum, Diesel-Generatoren, eine tauchfähige Dekompressionskammer und Kommunikationssysteme. Außerdem verfügte es über einen Kran und eine Winde, so dass man es als ideal für das Projekt empfand. Allerdings war es sehr anfällig für die Einwirkung von Wellen und erwies sich dadurch als unzureichend, um das Habitat sicher abzusenken, so dass man hierzu auf die am Meeresboden verankerte Forschungsplattform Argus Island auswich.

### Versorgungsleitung
Als Verbindung zur Oberfläche diente eine Versorgungsader (umbilical cord, englisch für Nabelschnur), die Leitungen für Süßwasser, Druckluft, Helium und Proben zur Atmosphären-Analyse, sowie Kabel für Strom, Kommunikation, TV, Telefon, Fernschreiber und Telegraphie enthielt.

### Chronologie

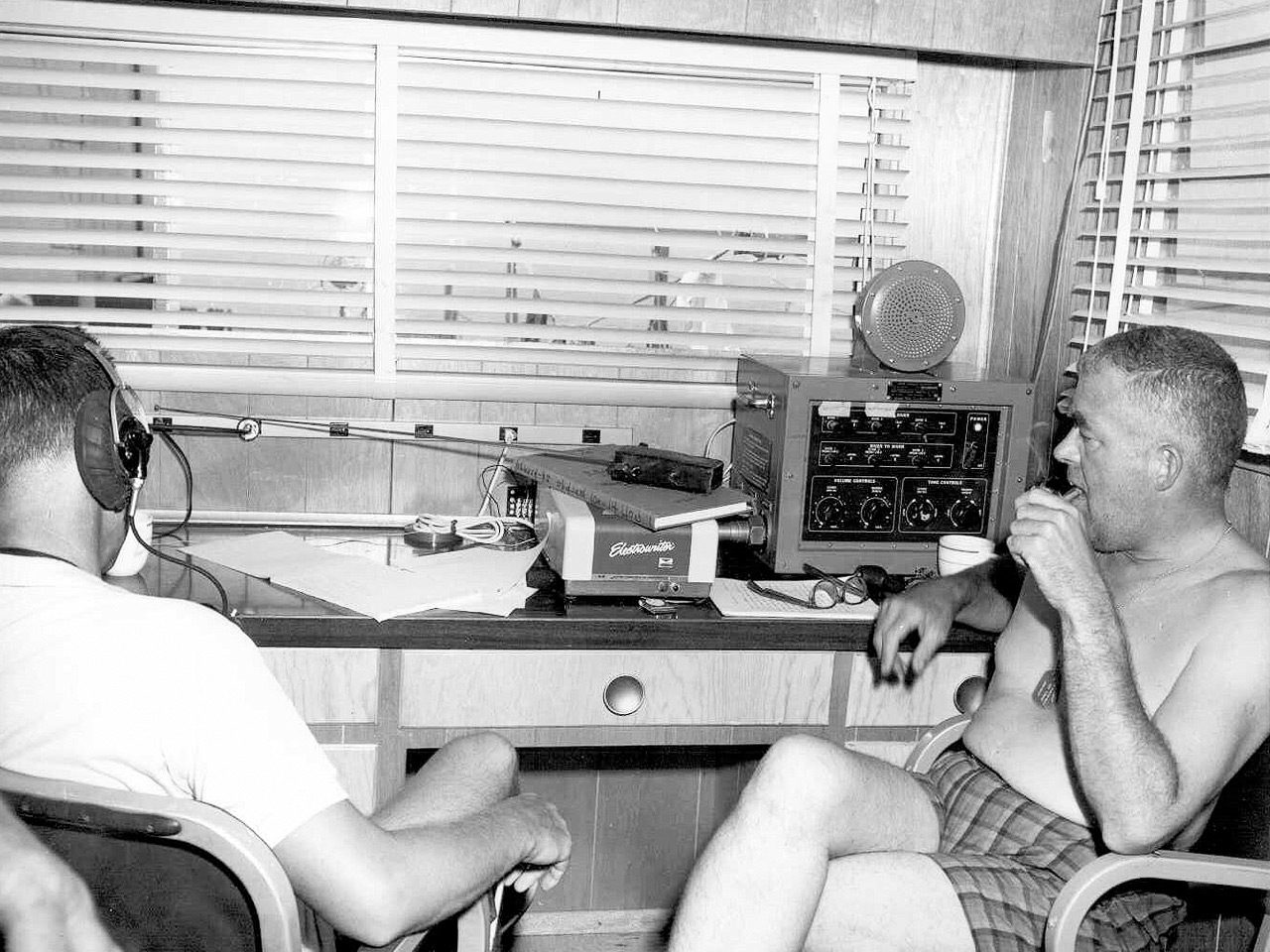
Mazzone und Bond im Kontrollraum

- 20. Mai: Sealab wird für die ersten Tests zu Wasser gelassen
- 22. Mai: Das Habitat wird zum Einsatzort (Stage II) vor Panama City in Florida geschleppt
- 23. Mai: Erste Versuche zum Absenken. Durch ein Missverständnis sinkt das Habitat unkontrolliert auf eine Tiefe von 18,3 m (60 Fuß) und läuft etwa halb voll Wasser. Daher wird sie wieder gehoben und zurückgeschleppt.
- 26. Mai: Die Anlage wird ein weiteres Mal zu Wasser gelassen
- 27. Mai: Erfolgreiches Absenken und Testbetrieb von 30 Stunden ohne Besatzung
- 28. Mai: Nach erfolgreichen Tests wird das Habitat geborgen und samt Versorgungsschiff an Land geschleppt
- 6. Juni: Beginn des Transports nach Bermuda
- 12. Juni: Ankunft in Argus Island
- 14. Juli: Beginn der Absenkung durch Ballastierung auf 1360 kg (3000 Pfund) negativen Auftrieb. Durch ein nicht korrekt verschlossenes Ventil strömt Wasser in das Habitat, was wiederum zu Kurzschlüssen und diversen Schäden an Habitatseinrichtungen führt. Der Einsatz wird abgebrochen und man kehrt zum Hafen zurück.
- 18. Juli: Erneuter Absenk-Versuch, diesmal jedoch nicht vom Versorgungsschiff, sondern von einem fest installierten Kran der Forschungsplattform Argus Island, mit dessen Hilfe das Habitat erfolgreich auf einer Tiefe von 50 m auf dem Meeresboden aufsetzt.
- 19. Juli: Beginn der 24-stündigen Testphase ohne Besatzung
- 20. Juli: Die erste Besatzung wird per Druckkammer abgesenkt. Beginn der bemannten Operation
- 29. Juli: Abbruch der Operation wegen schlechter Wetterverhältnisse. Beginn der Bergung mit einer Aufstiegsgeschwindigkeit von 0,3 m (1 Fuß) pro 20 Minuten. Dieser Vorgang lief problemlos bis auf eine Tiefe von 33,5 m (110 Fuß), als man beschließt, wegen hohen Wellengangs zu pausieren. Umsteigen der Besatzung in die tauchfähige Druckkammer. Nach mehreren Stunden gelingt die Bergung des Habitats und Sealab wird an Land geschleppt.
- 1. August: Die Besatzung verlässt die Druckkammer
- 4. August: Mit einer Pressekonferenz wird Sealab I offiziell beendet.[1]

### Resultat
Sealab I galt als erfolgreich abgeschlossen und demonstrierte, dass …
1. „… Menschen nützliche Arbeiten auf Tiefen von mehr als 60 m besser durchführen können, indem sie durch ein Habitat fest in die Unterwasser-Umgebung integriert werden, anstelle von kurzen, kostenintensiven Vorstößen und der Rückkehr zum Oberflächendruck, um seine Lebensbedürfnisse zu befriedigen“ und
2. „keine nachteiligen physiologischen Auswirkungen durch die Einwirkung der experimentellen Bedingungen auf die Aquanauten des Sealab-I-Projekts auftreten.“

### Dokumentierte Probleme
- Aufgrund eines Missverständnisse während des ersten Absenkvorgangs sinkt das Habitat zuerst auf eine Tiefe von 3 m (10 Fuß). Da die Luken an der Unterseite offen waren, strömte durch den erhöhten Druck und die somit ausgelöste Komprimierung der Luft im Habitat Wasser in den Innenraum. Dadurch erhöhte sich das Gewicht, was zu weiterem Absinken führte. Das Habitat sank schließlich bis auf eine Tiefe von 18,3 m (60 Fuß) und lief zur Hälfte voll Wasser. Zu dem Zeitpunkt hatte es einen negativen Auftrieb von 454 kg (1000 Pfund). Für zukünftige Missionen wurde empfohlen, die Luken beim Absenken zu verschließen, was allerdings zu einer völlig veränderten druckfesten Konstruktionsplanung geführt hätte.
- Bei einem Außenbord-Einsatz stieß Sanders W. Manning mit seiner Ausrüstung versehentlich an Teile der Sealab-Struktur, woraufhin sich sein Gaskontroll-Ventil schloss. Nachdem sein Sauerstoff auf dem Rückweg zum Habitat verbraucht war, wurde er im Haischutzkäfig unter dem Eingang ohnmächtig. Durch die Anwendung von Erste-Hilfe-Maßnahmen konnte er jedoch gerettet werden und hatte außer einer starken Blutung im Auge keine weiteren Verletzungen, so dass er seinen Dienst fortsetzen konnte.
- Der Unfall Mannings wurde u. a. darauf zurückgeführt, dass bei den Aquanauten nach mehreren problemlosen Tagen eine Mentalität der Unbesorgnis eingetreten war, die zur Nichtbefolgung von Tauchregeln wie dem Buddy-System (partnerweises Tauchen), Buddy-Check (Gegenprüfung der Tauchausrüstung durch den Partner) oder Nicht-Informierung der Oberflächenzentrale führte. Im Anschluss an diesen Unfall wurde die ursprüngliche Disziplin wieder umgesetzt.
- Beim Betreten des luftgefüllten Bereichs durch zwei Aquanauten ohne MK VI-Geräte kam es bei beiden zu einer plötzlichen Stickstoff-Narkose. Im Nachhinein wurde auch dieser Raum mit der Helium-Mixtur geflutet, um weitere Unfälle dieser Art zu vermeiden.
- Es zeigte sich, dass Strukturen von der Größe des Sealab I-Habitats nur sehr schwer von einem Schiff abgesenkt werden können, weil sich jede Bewegung durch Wellen und Wind parallel auf das abzusenkende Habitat übertragen. Man sah daher vom Versorgungs-Leichter ab und benutzte die fest installierte Plattform Argus Island.
- Die Tauchanzüge, deren Material durch den erhöhten Druck zusammengepresst wurde und sich nicht mehr wie gewünscht entspannte, erwiesen sich dadurch als unzureichend für die geplanten Taucheinsätze.
- Die Schlauchverbindungen (Hookah) zwischen Taucher und Habitat arbeiteten nicht zufriedenstellend, so dass eine Überarbeitung des Systems für folgende Projekte empfohlen wurde.
- Die Atemgasmischung wurde auf 4 % Sauerstoff, 17 % Stickstoff und 79 % Helium gehalten. Die Aquanauten hätten jedoch einen höheren Partialdruck an Sauerstoff bevorzugt, um ein höheres Niveau an Wohlbefinden zu erreichen.

## Sealab II

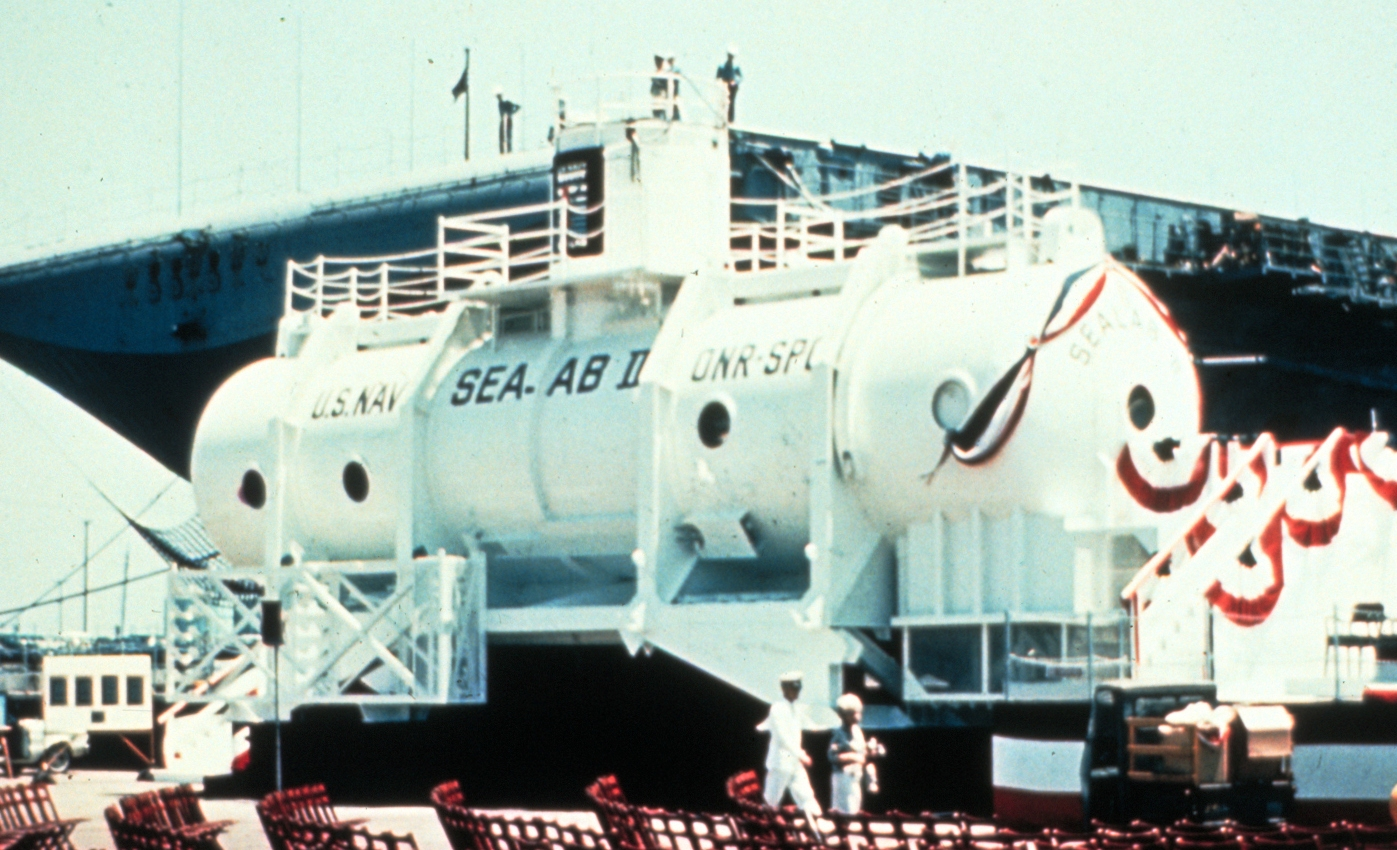
Unterwasserlabor Sealab II

Sealab II fand zwischen dem 28. August und 14. Oktober 1965 etwa 1 km vor der Seebrücke des Scripps Institution of Oceanography in La Jolla, Kalifornien auf einer Tiefe von 62,5 m (205 Fuß) statt. Es wurde vom Amt für Marineforschung (Office of Naval Research) als Teil der Man-in-the-Sea-Serie des Tieftauchsystem-Programms (Deep Submergence System Program) durchgeführt, um den Nutzen von Stationen am Meeresboden zu erforschen.
Während der Missionen führten die Aquanauten Nullzeit-Ausstiege bis auf Tiefen von 81 m (266 Fuß) bzw. 91 m (330 Fuß) durch.
Wie schon Sealab I bestand die Atmosphäre innerhalb des Habitats aus einer Helium-Sauerstoff-Stickstoff-Mischung unter Umgebungsdruck.
Drei Teams verbrachten jeweils 15 Tage in der Anlage. Der Astronaut Scott Carpenter wohnte als einziger 30 Tage in Sealab II, während der er ein Telefonat mit Gordon Cooper führte, der sich in der Gemini-Kapsel im Erdorbit befand.
Im Gegensatz zu Sealab I, das in den warmen Gewässern Bermudas stattfand, war es in Kalifornien wesentlich kühler. Die Wassertemperatur betrug an der Oberfläche 21,11 °C (70 °F), jenseits der Sprungschicht auf 18,3 m (60 Fuß) sank sie auf 12,8 °C (55 °F), während das umgebende Wasser auf der Einsatztiefe von 62,5 m (205 Fuß) weniger als 10 °C (48–50 °F) kalt war.

### Spezifikation
Das Habitat bestand aus einem Stahlzylinder mit einem Durchmesser von 3,66 m (12 Fuß) und einer Länge von 17,37 m (57 Fuß), hatte folglich also eine Nutzfläche von etwa 63,57 m². Es war dazu in der Lage, einem Innendruck von etwa 8,75 bar (125 psig) zu widerstehen und war gemäß den ASME Druckbehälter-Standards (ASME boiler code for unfired pressure vessels) konstruiert.
Es enthielt elf Bullaugen mit einem Durchmesser von je 60 cm (2 Fuß) und dem gleichen Druckwiderstand von 8,75 bar.
Das Habitat verfügte über drei Zugänge: die Bodenöffnung mit einem Durchmesser von etwa 1,20 m (4 Fuß), einen Notausstieg mit einem Durchmesser von etwa 69 cm (27 Zoll) am anderen Ende des Habitats, sowie einem Oberflächenzugang ebenfalls mit einem Durchmesser von etwa 69 cm (27 Zoll) an der Oberseite in der Mitte der Anlage. Der Hauptzugang verfügte über eine Schürze (entry trunk) mit einem Durchmesser von etwa 2,44 m (8 Fuß) und einer Tiefe von etwa 76 cm (2,5 Fuß). Diese Schürze sollte reguläre Veränderungen des Innendrucks sowie erwartete Veränderungen des Umgebungsdrucks durch Gezeitenhub und den damit verbundenen Wasserstand kompensieren. Unter dem Habitat bestand ein Freiraum von etwa 1,83 m (6 Fuß), um freie Bewegung während des Ein- und Ausstiegs zu gewährleisten. Der Außenbereich des Hauptzugangs war von einem Käfig umgeben, der die Taucher vor Haien schützen sollte (shark cage). Der Hintergrund dafür war der Umstand, dass die Aquanauten mit den Füßen zuerst aus dem Habitat ausstiegen und somit nie sicher sein konnten, was sich unter ihren Füßen befand.
Sealab II verfügte über drei interne und einen externen Ballasttank. Die internen Tanks füllten das obere Volumen des Habitats auf voller Länge und etwa 91 cm (3 Fuß) Höhe aus. Der externe Tank befand sich in der Mitte über dem Habitat, hatte einen Durchmesser von etwa 2,44 m (8 Fuß) und ragte mit einer Höhe von etwa 2,13 m (7 Fuß) ähnlich einem Kommandostand eines U-Bootes weit über das Habitat hinaus. Er verfügte sowohl an seiner Ober- als auch an der Unterseite über Luken und beinhaltete somit den bereits erwähnten Oberflächenzugang. An der Oberfläche diente der Tank demzufolge als Wellenbrecher für diesen Zugang. Das Wasserballastsystem generierte folgende Auftriebsoptionen:
- 26 t positiven Auftrieb während des Schleppvorgangs an der Oberfläche
- 7 t positiven Auftrieb an der Oberfläche (vor dem Absenken)
- 4 t negativen Auftrieb während des Absenkens/Auftauchens
- 12 t negativen Auftrieb am Meeresboden

Als starrer Ballast diente ein Betondeck innerhalb des Habitats sowie Gewichte auf Schlitten unter dem Habitat.
Da die Plattform, auf der das Habitat befestigt war, auf einem schiefen Untergrund aufsetzte, erhielt die Anlage den scherzhaften Spitznamen The Tiltin’ Hilton (englisch für „Das schiefe Hilton“).

### Einrichtung des Habitats
Alle mechanischen Einrichtungen waren für den Betrieb unter hohem Umgebungsdruck geprüft und zertifiziert. Insbesondere wurde darauf geachtet, dass sie keinerlei giftige Stoffe an die Umgebung abgeben. Alle Hohlräume hatten entweder Öffnungen zum Druckausgleich oder Widerstandsfähigkeit gegen die Druckeinwirkung im Habitat aufzuweisen. Druckmessgeräte wurden entfernt, da sie nur für hohen Druck in normaler Luft ausgelegt waren. Alle Geräte wurden unter entsprechenden Bedingungen getestet, die u. a. hohen Druck, erhöhte Dichte, höhere spezifische Temperaturen und erhöhte Wärmeleitung beinhalteten. Die Anlage verfügte über ein WC, drei Waschbecken, einen Wassererhitzer, einen Notfalltank für Trinkwasser mit einer Kapazität von etwa 568 Litern (150 Gallonen), zwei Duschen im Eingangsbereich, zwei Hookah-Kompressoren für die Luftversorgung von Tauchern per Schlauch vom Habitat, sowie eine Kühlschrank-Eisschrank-Kombination mit einem Volumen von jeweils etwa 142 l (5 Kubikfuß).

### Klimatisierung
Die Aufbereitung der Innenatmosphäre beinhaltete die folgenden Funktionen:
- Luftentfeuchtung mit einer Kapazität von etwa 68 l (15 Gallonen) pro Tag
- Luftzirkulation von etwa 33.980 Liter (1200 cfm) pro Minute
- Heizung mit einer Leistung von 25 Kilovoltampere
- Kohlendioxid-Filter (scrubber) mit einer Kapazität von etwa 500 gr pro Stunde durch etwa 75 Liter (4600 Kubikzoll) Lithiumhydroxid
- Kohlefilter zur Entfernung von Kohlenwasserstoffen, Gerüchen und Aerosolen
- Systeme zur Atemgasanalyse und -mischung

### Einsatz eines trainierten Delfins

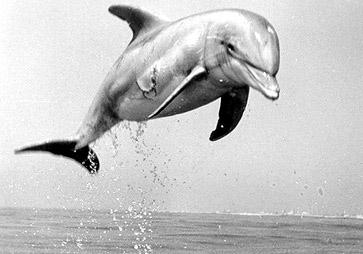
Tuffy

Im Sealab II-Programm wurde erstmals ein Delfin namens Tuffy zur Rettung von Aquanauten eingesetzt. Tuffy wurde mit einem speziellen Harness ausgerüstet und war darauf trainiert, zuerst einem akustischen Signal folgend zum Habitat zu kommen. Dort erhielt er einen Ring, an den ein Seil befestigt war. Das Signal wurde nun abgestellt, während ein Taucher, der den Rückweg zum Habitat verloren hatte, ein zweites Signal abgab. So sollte Tuffy den Ring zu dem verirrten Taucher bringen, der durch das Seil den Weg zum Habitat finden konnte.
(siehe dazu auch: United States Navy Marine Mammal Program)

### Atmosphärische Verunreinigungen
Vor Beginn des Projekts ging man davon aus, dass es zu Verunreinigungen der Innenatmosphäre kommen würde. Insbesondere erwartete man hohe Werte von Kohlenwasserstoffen, die durch Kochvorgänge entstehen würden. Als Vorbeugung wurde ein Kohlefilter von 25 kg (50 Pfund) eingerichtet, der sich als effektiv erwies. Außerdem wurden alle Brat- und Frittiervorgänge untersagt.
Zu einem späteren Zeitpunkt der Mission klagten die Aquanauten regelmäßig über Kopfschmerzen. Als Grund vermutete man hohe Kohlenmonoxid-Konzentrationen. Folgende Messungen ergaben Werte von 20 ppm. Um diese zu verringern, wurden vier Kanister mit Lithiumhydroxid zur Bindung von in der Ausatemluft enthaltenem Kohlenstoffdioxid entleert und anstelle dessen mit Hopcalite gefüllt, das sich schon vorher in Nuklear-U-Booten bewährt hatte. Allerdings zeigte sich, dass die Konzentration von Kohlenmonoxid schon mehrere Tage vor dieser Maßnahme zu sinken begonnen hatte. Diese Verringerungskurve zeigte durch das Hopcalite keine bemerkenswerte Veränderung, so dass man zu dem Schluss kam, dass die Ursache für den Anstieg des Kohlenmonoxids unbeabsichtigt beseitigt wurde und unbekannte Mechanismen zu einer allmählichen Senkung führte. Außerdem wurde die Beteiligung des Hopcalites an der Bindung von Kohlenmonoxid in Frage gestellt.

### Ökologische Studien
Im Rahmen der Sealab II Environmental Study versuchte man, in der Sealab-Atmpsohäre Gerste und Ringelblumen aus Samen zu ziehen. Während sich die Gerstepflanzen gesund entwickelten, produzierten die Samen der Ringelblumen nur einen einzigen Sämling.

### Kosten
Das Sealab-II-Programm kostete 1.400.000 US$ und war somit fast zehnmal so kostspielig wie Sealab I. Nach der Umrechnung per BIP-Deflator entspricht das einem Betrag von 8.230.000 US$ im Jahr 2015.

### Resultat
Das erfolgreich abgeschlossene Sealab II-Programm bestätigte die Erkenntnis von Sealab I, dass Menschen unter hohen Umgebungsdrücken nützliche Arbeiten verrichten können, ohne gesundheitliche Schäden davonzutragen. Allerdings wurde auch eine „Verschlechterung der menschlichen Leistung, die sich mit der Komplexität der Aufgabe erhöht“, hervorgehoben.

## Sealab III

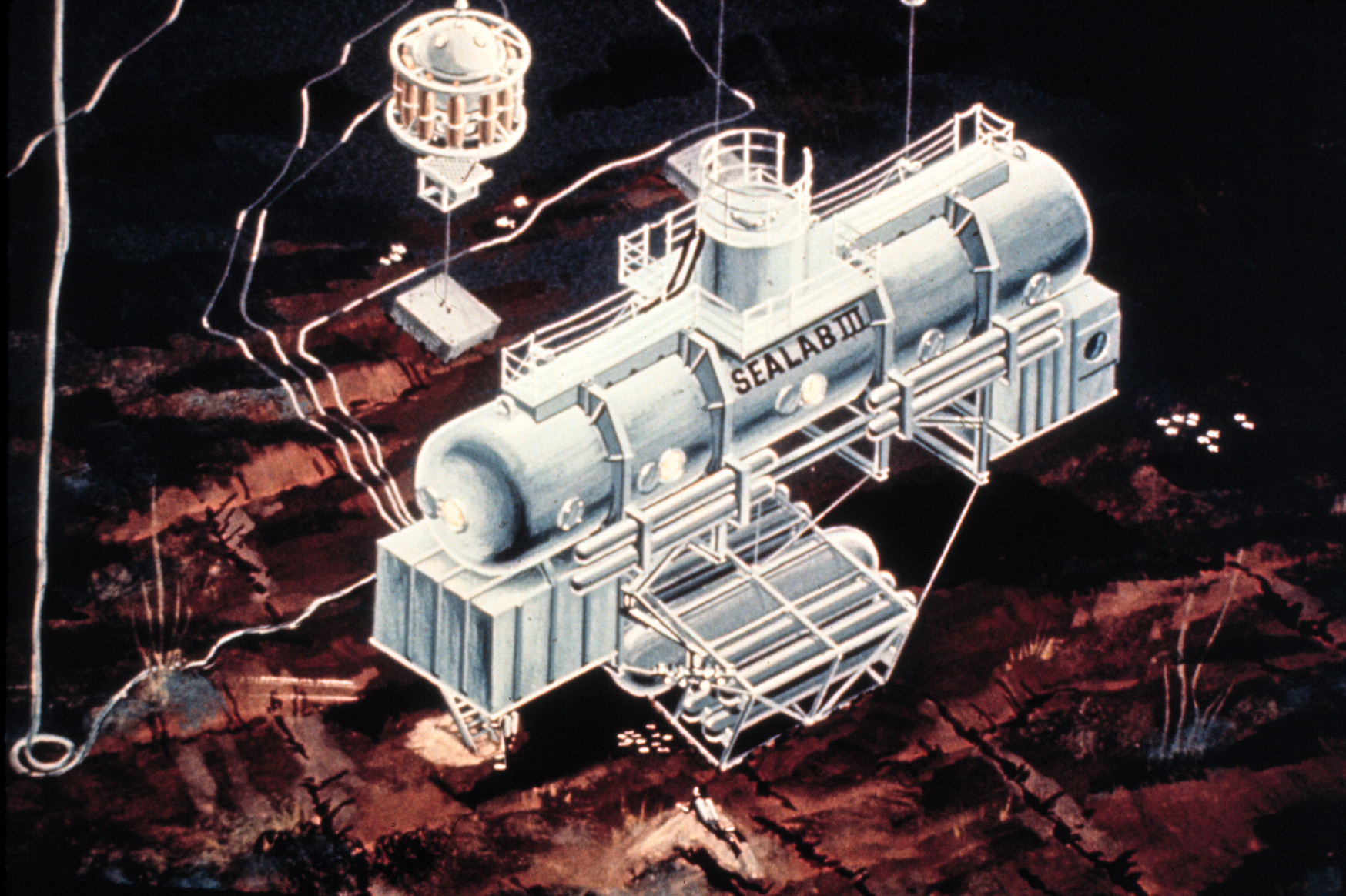
Illustration von Sealab III

Nach dem Abschluss von Sealab II wurde das Habitat für eine Tiefe von über 180 m (600 Fuß) modifiziert und erhielt den Namen Sealab III. Im Februar 1969 wurde das Habitat bei San Clemente, Kalifornien abgesenkt. Bei dem Reparaturversuch eines Heliumlecks erlitt einer der vier Taucher durch fehlenden Atemkalk einen tödlichen Unfall, was dazu führte, dass alle weiteren Programme der U.S. Marine eingestellt wurden.

### Einrichtungen
Als Versorgungsschiff diente das 62 m (203 Fuß) lange Raketenstartschiff Elk River, das speziell für Tieftauchprojekte modifiziert worden war. Es enthielt u. a. geräumige Deckdekompressionskammern (DDC = deck decompression chamber), in denen Taucher komprimiert wurden, bevor sie in Personal-Transfer-Kapseln (PTC = personnel transfer capsule) umstiegen, die sie zum Habitat brachten. Auf dem Rückweg wurden diese PTCs an die DDC gekoppelt, in denen die Taucher dann dekomprimiert wurden. Die PTCs waren beheizbar und hatten einen Durchmesser von 2,44 m (8 Fuß).

### Berry Cannons tödlicher Unfall

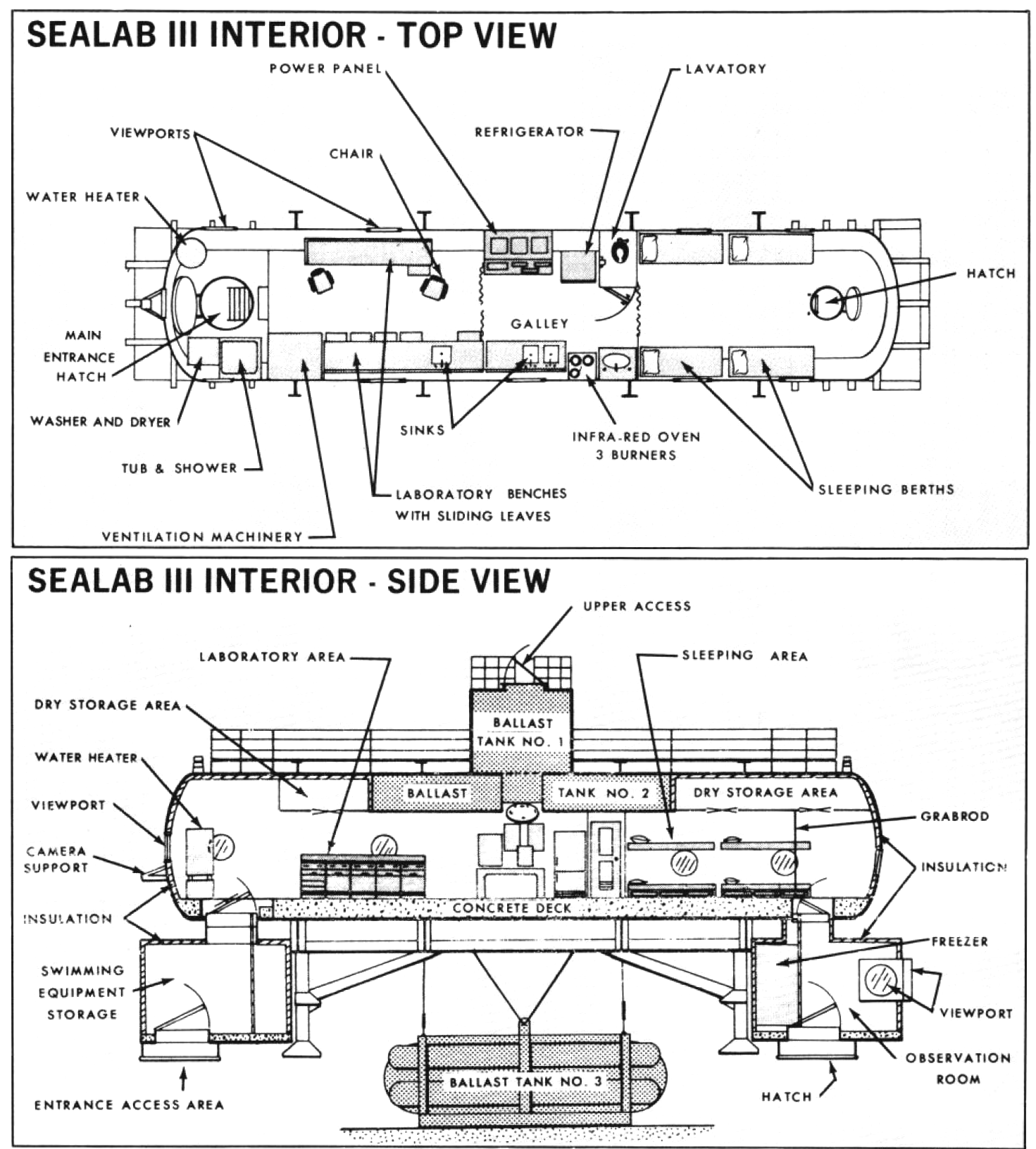
Plan von Sealab III

Kurz nachdem Sealab III am 15. Februar auf dem Meeresboden abgesetzt war, stellte man ein Leck im Habitat fest, durch das 85 m³ (3000 ft³) Atemgas pro Stunde entwich und das von der Oberfläche nachgepumpt werden musste. Die Reserven an Bord der Elk River würden demnach etwa einen Tag ausreichen, bevor das Habitat beginnen würde, mit Wasser vollzulaufen. Kommandant Jack Tomsky entschied daraufhin, vier Taucher des ersten Teams in drei Stunden auf Umgebungsdruck zu komprimieren, fünfmal schneller als geplant und von medizinischen Beratern empfohlen. Diese vier Taucher waren
- Robert Barth (38), Feldwebel
- Berry Cannon (33), Ingenieur
- Richard Blackburn (30)
- John Reaves (37), Fotograf

#### Chronologie des 16. Februars
- 17:00 vier Aquanauten steigen in die Personal-Transfer-Kapsel (PTC) um
- 17:25 das PTC wird von der Druckkammer an Deck entkoppelt und ins Wasser gehoben
- 18:15 das PTC erreicht den Meeresgrund, 12 m (40 Fuß) von Sealab III entfernt
- 18:45 Barth und Cannon steigen aus dem PTC und schwimmen zum Habitat
- 19:07 Cannon kommt zurück zum PTC und klagt über extreme Ermüdung und Kälte, während Barth versucht, die Luke zum Habitat zu öffnen. Aufgrund einer Differenz zwischen Innenraum- und Umgebungsdruck, die ein Gewicht von 6 t auf die Luke ausübt und über die Barth keine Kenntnis hat, gelingt ihm dies jedoch nicht.
- 19:12 Barth erreicht wieder das PTC
- 20:46 das PTC ist gehoben und an die Druckkammer an Deck gekoppelt

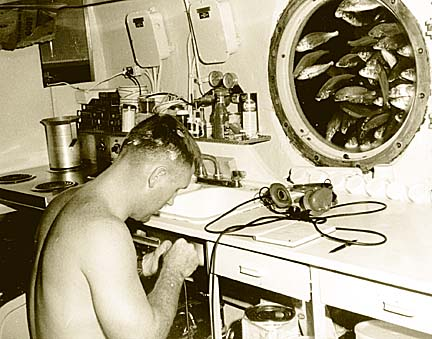
Berry Cannon, hier noch in Sealab II

#### Chronologie des 17. Februars
- 02:00 Man entscheidet sich dafür, dass Barth und Cannon ein weiteres Mal zum Habitat geschickt werden sollen, um das Leck zu schließen, obwohl Barth über Schmerzen und Atemschwierigkeiten beim ersten Tauchgang klagte und beide von Kälte und Schlaflosigkeit ermüdet waren.
- 03:40 das PTC wird von der Druckkammer an Deck entkoppelt
- 04:13 das PTC wird zu Wasser gelassen
- 04:33 das PTC erreicht das Habitat
- 05:08 Barth und Cannon öffnen die Luke des PTC und beginnen den Ausstieg
- Kurz darauf kommt es bei Cannon zu Problemen. Barth versucht, ihn in den kleinen Luftraum unter der Habitats-Luke zu zerren und ihm seinen Notregulator zu geben. Währenddessen verfällt Cannon in krampfartige Zuckungen. Als alle Bemühungen erfolglos bleiben, beginnt Barth, Cannon zurück zum PTC zu schleppen, muss ihn jedoch zwischenzeitlich ablegen, weil er selbst umkehren muss, um seine verhedderte Versorgungsleitung zu befreien. Dabei verbraucht er seine Kräfte dermaßen, dass er es nur noch alleine schafft, zum PTC zurückzukehren. Blackburn verlässt indes das PTC, um Cannon zu bergen, während Reaves versucht, Barth in das PTC zu heben.
- 05:15 das PTC berichtet an die Oberfläche, dass Cannon in ernsten Schwierigkeiten ist. Das PTC wird verschlossen und an die Oberfläche gehoben. Zu der Zeit ist Cannon bewusstlos und atmet nicht mehr.
- 06:05 das PTC ist an Bord der Elk River und an die Druckkammer gekoppelt. Zu diesem Zeitpunkt geht man davon aus, dass Cannon nicht mehr lebt.
- Untersuchungen ergeben später, dass Cannon an einer Kohlendioxid-Vergiftung starb, weil der Atemkalk in einem der vier Mark IX-Tauchgeräte im PTC nicht nachgefüllt war. Keiner der Beteiligten wurde zur Verantwortung gezogen.

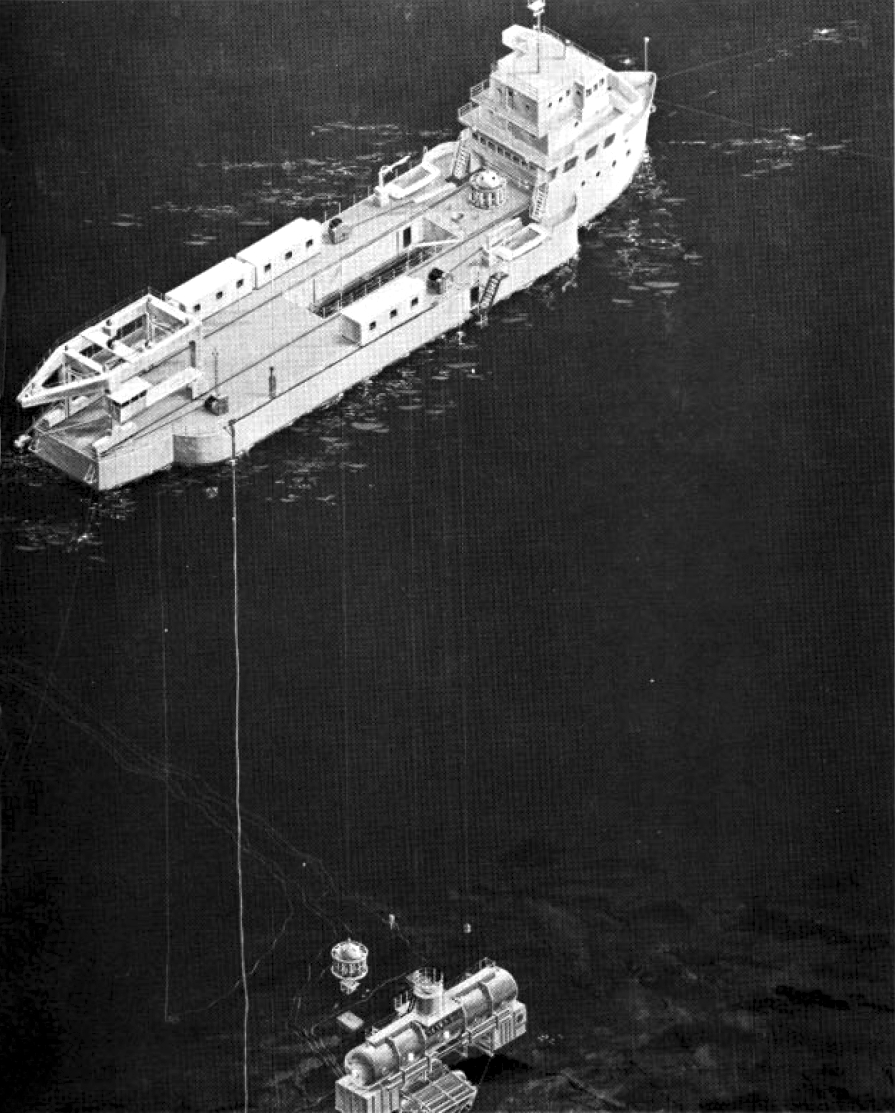
USS Elk River und Sealab III

### Kosten
Das Sealab III-Programm sollte 10.000.000 US$ kosten und wäre somit mehr als sieben Mal so kostspielig wie Sealab II und mehr als 67 Mal so kostspielig wie Sealab I gewesen. Nach der Umrechnung per BIP-Deflator entspricht das einem Betrag von mehr als 50 Millionen US$ im Jahr 2015.

### Kritik durch Bill Bunton
Bill Bunton, der als Aquanaut für Team 4 vorgesehen war, machte später mehrere Punkte für den Fehlschlag verantwortlich. So kritisierte er, dass mehrere erfahrene Persönlichkeiten gegen reguläre Offiziere ausgetauscht worden waren. So war George F. Bond zwar noch immer leitender medizinischer Offizier und Principal Investigator, jedoch seiner früheren Kompetenzen enthoben. Außerdem seien Taucher mit unzureichender oder gar keiner Tieftaucherfahrung als Besatzung ausgewählt worden. Auch die Tiefe, die immerhin dreimal so hoch war wie die von Sealab II, sorgte für Unbehagen. Die bestätigten 186 m (610 Fuß) seien einfach „zu tief, zu früh“. 45 Taucher sollten Dutzende von spezialisierten Aufgaben im Wasser absolvieren, während der sie von zahlreichen privaten Subunternehmern abhängig sein würden. Das Projekt beschwöre eine Katastrophe herauf. Technologie würde einen höheren Stellenwert als menschliche Kontrolle haben. Einen Monat vor Beginn des Programms seien Ventile verstopft, Leitungen und Ausrüstung defekt. Ein Aquanaut sei während eines Übungstauchgangs im Pool fast ertrunken. Die Personal-Transfer-Kapsel (PTC) sei mit offener Luke in Wasser gestürzt, Zulieferungen seien verspätet, das Habitat geflutet, Kabel falsch auf ihre Trommeln gewickelt. Das PTC sei nach einem Test auf 168 m (550 Fuß) voller Wasser gelaufen, Reparaturen verzögert, Testprozeduren und Anlieferungen von neuer Ausrüstung wiederholt verspätet. Aus diesen Gründen sei Leutnant Laurence Bussey, ursprünglich als Fotograf für das erste Team vorgesehen, einen Tag vor Beginn der Mission übereilt abgereist. Scott Carpenter habe kurz vor Beginn des Programms damit gedroht, es zu verlassen, und sei nur aus Loyalität zu den anderen Tauchern geblieben.

### Sealab IIIals Verschlusssache der U.S. Marine
John Craven, ein ehemaliger Wissenschaftler der U.S. Marine und Leiter eines Geheim-Programms von Sealab, erklärte 2002 gegenüber Associated Press:

“SeaLab III’s true purpose was to test a system that would allow divers to exit a submarine, walk on the sea floor and retrieve objects. To that end, it succeeded. The notion that SeaLab had failed turned out to be a perfect cover to establish a major program of submarine intelligence using that technology. To do that, we couldn't announce to people that SeaLab was successful.”

„Die eigentliche Absicht von Sealab III war der Test eines Systems, das Tauchern den Ausstieg aus U-Booten, die Fortbewegung am Meeresboden und das Bergen von Objekten erlauben sollte. In diesem Hinblick war Sealab III ein Erfolg. Die Einschätzung, Sealab III sei ein Fehlschlag gewesen, erwies sich als perfekte Tarnung für die Gründung eines unterseeischen Spionageprogramms, das die Technologie (von Sealab) nutzte. Zu diesem Zwecke konnten wir schließlich nicht verkünden, Sealab sei ein Erfolg gewesen.“

So basierte der Einsatz des U-Bootes Halibut, bei dem im Ochotskischen Meer heimlich sowjetische Testraketen geborgen und ein unter Wasser verlegtes Kommunikationskabel angezapft wurde, auf den entsprechenden Erkenntnissen des Sealab-Programms.